# Stephen Hsu
Stephen Hsu, chiamato anche Steve (Ames, 1966), è un fisico, imprenditore e genetista statunitense.

## Biografia

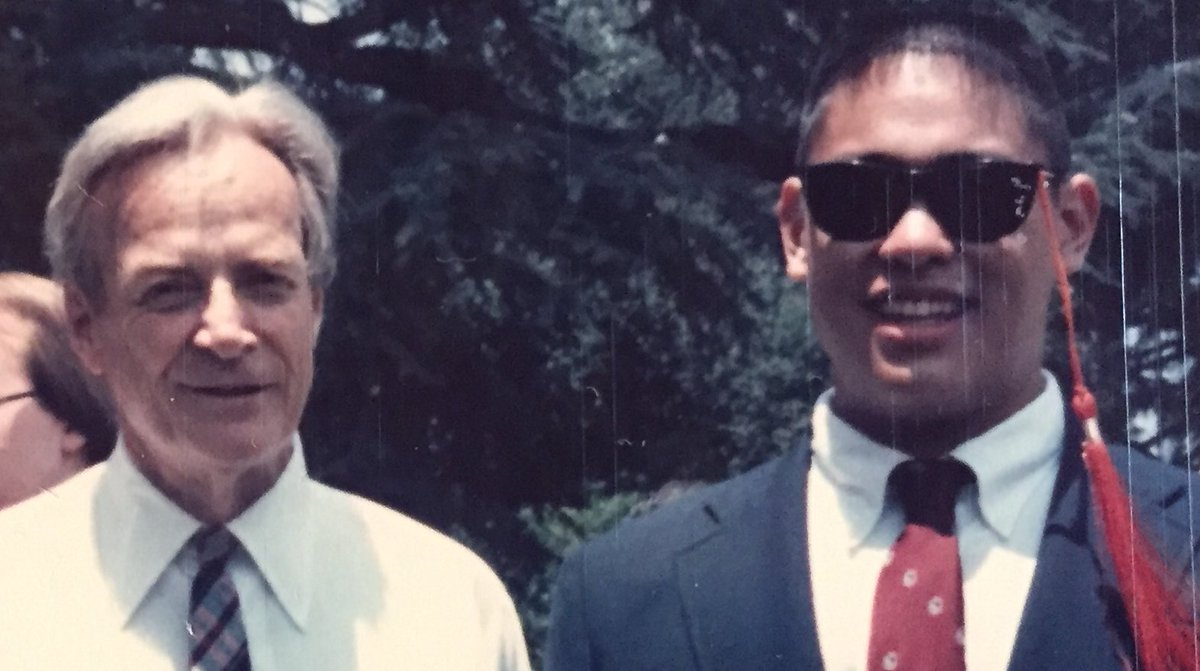
Il premio Nobel Richard Feynman con l'allora diciannovenne Stephen Hsu in occasione della sua laurea

Nato e cresciuto ad Ames, cittadina dell'Iowa, discende da una famiglia di cinesi statunitensi: il padre Cheng Ting Hsu (1923-1996) era un immigrato cinese nato a Wenling, professore di ingegneria aerospaziale all'Iowa State University dal 1958 al 1989, e la madre era arrivata negli Stati Uniti da Taiwan dopo aver abbandonato la Cina. Nelle generazioni precedenti, l'avo materno fu generale del Kuomintang, l'avo Guan Qiu Hsu educatore, avvocato e poeta, e il bisnonno Zan Yao Hsu poeta ed esperto di medicina cinese.
Durante gli anni degli studi presso la Ames High School, fu finalista del National Merit Scholarship Program (un programma selettivo di borse di studio), e frequentò, a partire dai 12 anni, corsi presso l'università in vari argomenti, tra cui la meccanica quantistica, l'analisi complessa, e l'analisi matematica avanzata. Ricevette il suo Bachelor of Science dal California Institute of Technology nel 1986, e il master's degree presso l'Università della California nel 1989. Completò il suo dottorato nel 1991 nella stessa istituzione.

## Carriera accademica
Nominato junior fellow della Harvard Society of Fellows nel 1991, divenne assistant professor all'Università Yale nel 1994 e in seguito professore di fisica teorica e direttore dell'Institute for Theoretical Science presso l'Università dell'Oregon, per poi diventare vicepresidente alla ricerca e ai graduate studies della Michigan State University, ma è stato costretto a dimettersi nel 2020 dalla sua posizione di amministratore universitario a seguito di una campagna portata avanti dalla Graduate Employees Union della Michigan State University, che ha accusato Hsu di razzismo soprattutto per aver espresso l'opinione che ci potrebbero essere delle differenze innate in termini di intelligenza tra le diverse popolazioni umane, e per aver finanziato uno studio che sosteneva la mancanza di pregiudizio razziale nelle sparatorie ad opera della polizia, accuse respinte dall'interessato e dai firmatari di una contro-petizione. È stato anche accusato di promozione dell'eugenetica per i suoi legami con il centro di ricerca cinese Bejing Genomics Institute, che mira a individuare le basi genetiche dell'intelligenza umana, e per aver espresso apertamente la possibilità di selezionare il quoziente intellettivo dei nascituri mediante analisi genetiche.
Ha applicato la teoria quantistica dei campi a problemi riguardanti l'energia oscura, i buchi neri, la cromodinamica quantistica e la fisica delle particelle.

## Carriera imprenditoriale
Accanto alle sue pubblicazioni accademiche nel campo dell'informatica, è stato co-fondatore di due startup della Silicon Valley, ovvero SafeWeb, pioniera nel campo dei Secure Socket Layer Virtual Private Network e venduta nel 2003 a Symantec per 26 milioni di dollari, e Robot Genius, che ha sviluppato tecnologie antimalware.
Assieme ad esperti del campo, è stato co-fondatore di una startup del New Jersey, la Genomic Prediction, nota per offrire la possibilità, nell'ambito di un procedimento di fecondazione in vitro con trasferimento dell'embrione, di analizzare il DNA degli embrioni per individuare la loro propensione a diverse malattie, tra cui il diabete, l'attacco cardiaco, cinque tipi di cancro, disabilità intellettiva e bassa statura idiopatica.